# Wolf-prisen
Wolf-prisen er en international pris, der de fleste år siden 1978 er tildelt af Wolf-fonden i Israel til videnskabsfolk og kunstnere i kategorierne matematik, fysik, kemi, medicin, landbrug og kunst. Hver pris består af et diplom og 100.000 dollars.
Indtil oprettelsen af Abelprisen var Wolf-prisen i matematik den tætteste på en "matematisk Nobelpris", da Fieldsmedaljen kun uddeles hvert fjerde år til matematikere under 40 år.[kilde mangler]
Kun to danskere har modtaget Wolf-prisen, begge i kunst: Jørn Utzon i 1992 og Olafur Eliasson i 2014.

## Modtagere efter land
| Land                    | Antal modtagere |
| ----------------------- | --------------- |
| USA                     | 190             |
| Storbritannien          | 41              |
| Israel                  | 25              |
| Frankrig                | 23              |
| Japan                   | 15              |
| Canada                  | 15              |
| Ungarn                  | 14              |
| Sovjetunionen / Rusland | 14              |
| Tyskland                | 13              |
| Italien                 | 11              |
| Østrig                  | 10              |
| Belgien                 | 8               |
| Sverige                 | 7               |
| Schweiz                 | 6               |
| Spanien                 | 5               |
| Holland                 | 5               |
| Argentina               | 4               |
| Taiwan                  | 4               |
| Polen                   | 3               |
| Indien                  | 2               |
| Portugal                | 2               |
| Danmark                 | 2               |
| Kina                    | 1               |
| Brasilien               | 1               |
| Mexico                  | 1               |
| Egypten                 | 1               |
| Sydafrika               | 1               |
| Rhodesia                | 1               |
| Jordan                  | 1               |
| Norge                   | 1               |
| Finland                 | 1               |
| Uruguay                 | 1               |
| Georgien                | 1               |
| Cypern                  | 1               |